# Marienthalská studie

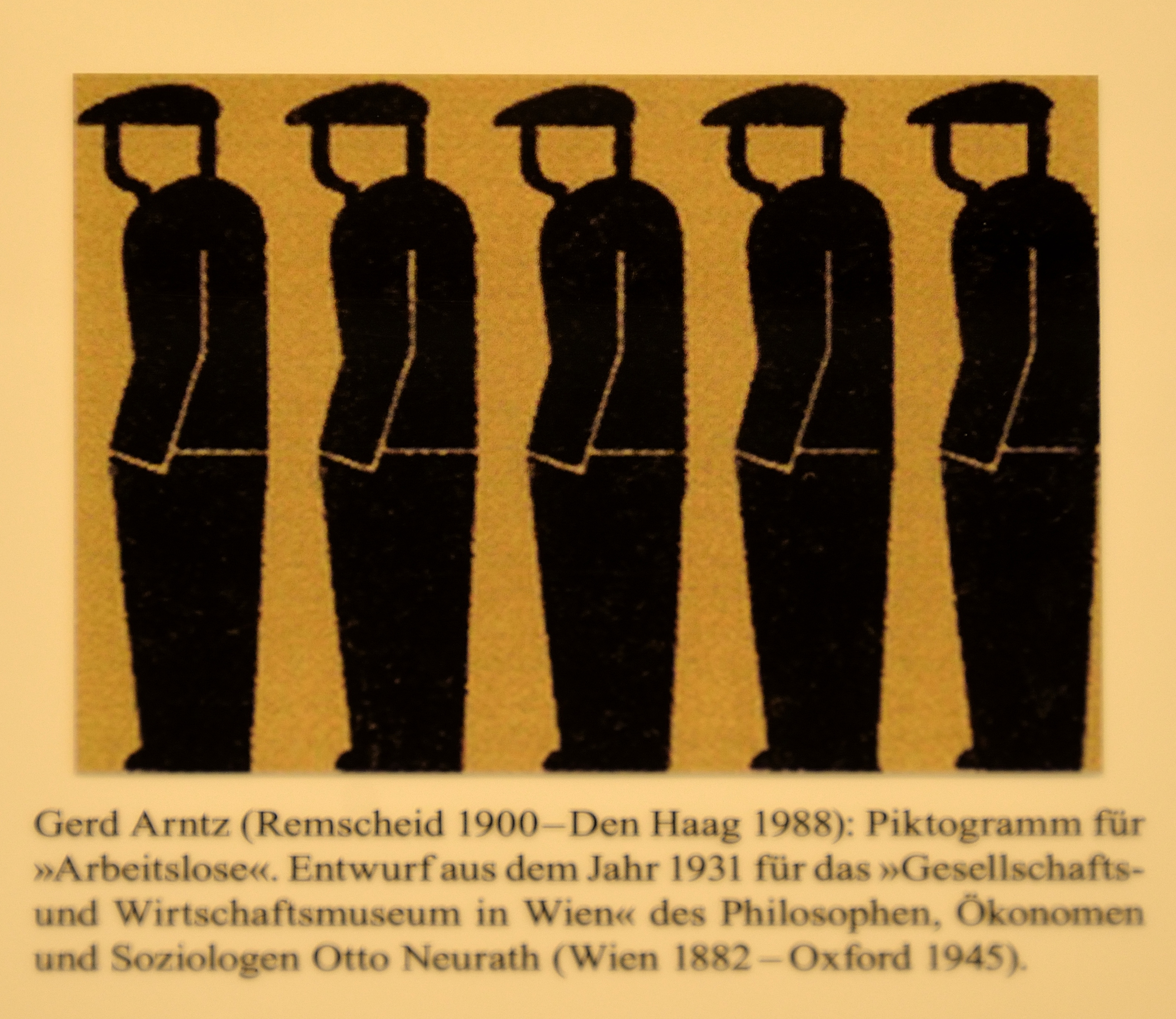
Piktogram pro nezaměstnanost z roku 1931. Muzeum Marienthal

Marienthalská studie (někdy studie Marienthal, německy Die Arbeitslosen von Marienthal) je označení výzkumu provedeného v bývalé rakouské průmyslové vesnici Marienthal týmem Paula Felixe Lazarsfelda, Marie Jahodové a Hanse Zeisela. Studie byla provedena ve 30. letech v Rakousku v době velké hospodářské krize a jejím cílem bylo ukázat psychosociální důsledky dlouhodobé nezaměstnanosti v celém vesnickém společenství. Marienthalská studie objasnila, že dlouhodobá nezaměstnanost vede k pasivní rezignovanosti a apatii, nikoli však k odbojové reakci na strádání, jak bylo mnohými předpokládáno.

## Život v obci Marienthal

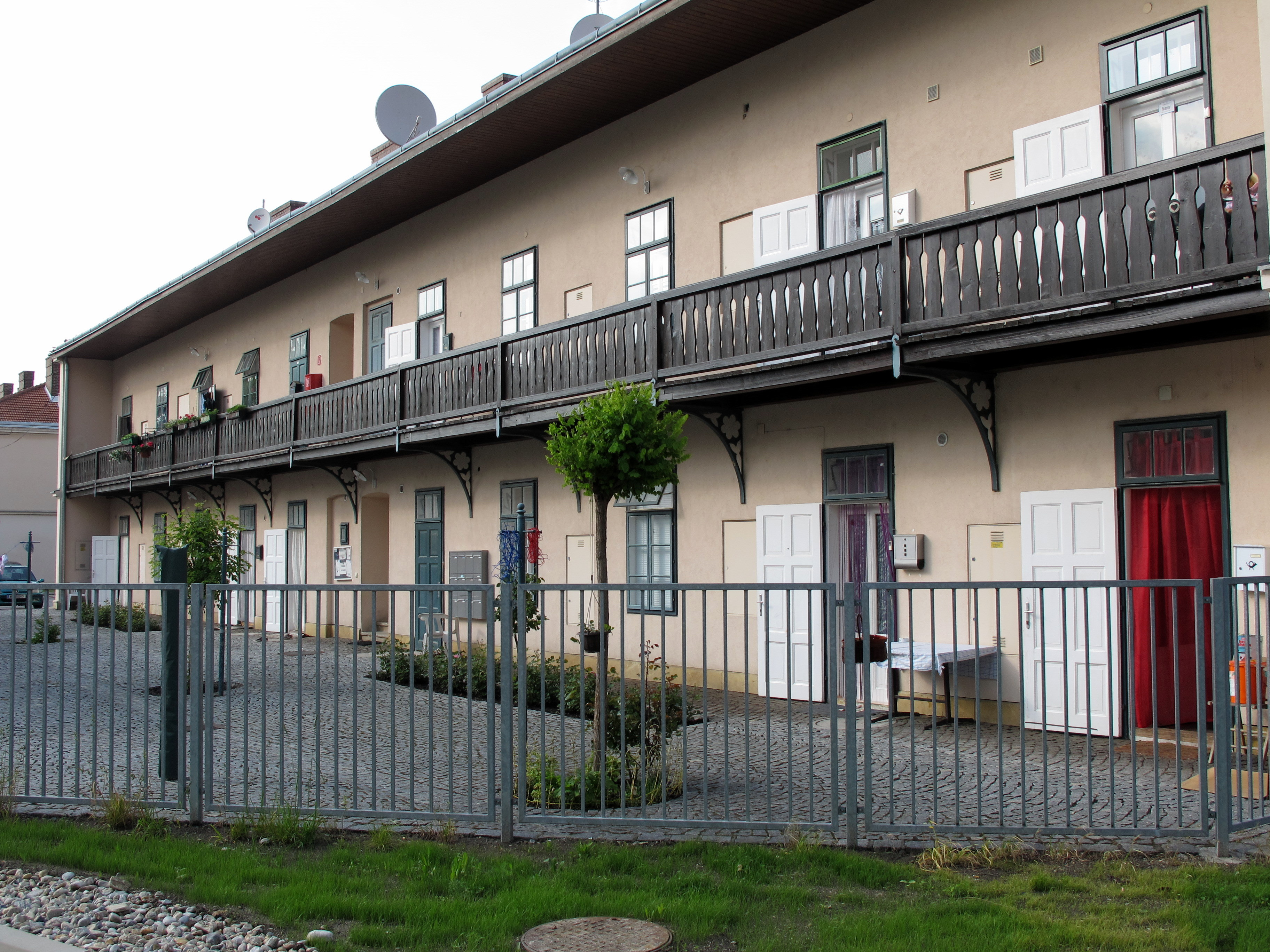
bývalé dělnické byty v Marienthalu

Marienthal, vesnice nacházející se několik kilometrů od Vídně, vznikla společně se založením textilní továrny ve 30. letech 19. století. V okolí továrny se postupně začali usazovat námezdní dělníci a jejich rodiny, kteří vytvořili populaci obce. Továrna, zdroj obživy obce, se rozšiřovala a rostla až do roku 1860, kdy představovala velký textilní komplex.  V létě roku 1929 však v důsledku velké hospodářské krize došlo k propuštění dělníků a uzavření průmyslového komplexu. 
Tři čtvrtiny obyvatel Marienthalu se následně staly závislé na v té době neuvěřitelně nízkých dávkách a musely vyžít s životním minimem. Studie Marienthal rozlišila čtyři typy „reakce na strádání“ (německy die Haltung) vyjadřující čtyři různé postoje přibližně stovky rodin, které notně závisely na výši příjmů rodin. 
Typologie rodin vytyčená studií dle reakce na strádání:
- nezlomení – aktivnější skupina, charakteristická byla snaha živitele rodiny nalézt zaměstnání, rodiny měly pocit relativního dostatku, plánovaly svou budoucnost
- rezignovaní – typické byly chybějící plány na budoucnost, rodiny se snažily uskrovnit na minimum, zároveň však udržovaly řádně domácnost a pečovaly o své děti, kterým se snažily navodit situaci relativního dostatku
- zoufalí – domácnost měli v pořádku a o děti bylo pečováno, hlavními pocity, se kterými se rodiny potýkaly, byly bezmocnost, zoufalství a deprese; tyto rodiny se nepokoušely nalézt práci a zlepšit svou situaci
- apatičtí – charakteristickým rysem byla absence spořádané domácnosti, podpora v nezaměstnanosti se většinou spotřebovala do několika dní (roli hrála i spotřeba alkoholu), pak následovalo živoření; domácnost a děti byly špinavé a zanedbané, reakcí na těžkou životní situaci nebylo zoufalství, ale nezájem, apatie a ignorance.

Před ekonomickým poklesem se lidé v Marienthalu těšili širokému občanskému životu, po uzavření továrny se však život v obci zastavil. Lidé se přestali zúčastňovat společenských aktivit, ztratili zájem o společenské dění a chuť sdružovat se ve spolcích. Vzestup zaznamenaly pouze organizace, které nabízely svým členům nějaký finanční benefit.

## Výzkum

### Osobnost P. F. Lazersfelda a jeho motivace k výzkumu
Lazersfeld na počátku 30. let působil v Psychologickém ústavu Karla Bühlera na univerzitě ve Vídni. Dále založil a vedl výzkumné středisko pro aplikovaný komerční výzkum. Středisko se pod Lazarsefeldovým vedením zabývalo zejména komerčním výzkumem trhu a masových médií. K těmto tématům přibylo v době hospodářské krize téma zvláště aktuální - studium nezaměstnané komunity. Zájem o výzkum otázek nezaměstnanosti souvisí s Lazarsfeldovou politickou angažovaností. a to již od mládí, ve vídeňském socialistickém hnutí. Také založil a vedl Spolek socialistických středoškoláků.

### Realizace výzkumu
Projekt vedený týmem kolem Jahodové a Lazarsfelda představuje významnou přelomovou událost v empirickém zkoumání. V rámci výzkumu byly aplikovány metody jak kvantitativní, tak i kvalitativní, které umožnily získat potřebné množství dat.
Podnět k výzkumu dopadů ztráty práce vzešel od Otty Bauera, představitele Sociálně demokratické strany Rakouska. Výzkumné přístupy byly připravovány v Hospodářsko-psychologickém centru ve Vídni.
Přípravné práce byly zahájeny na podzim roku 1931. Terénní práce zčásti vykonala Lotte Schenk Danzingerová, která žila v Marienthalu od začátku prosince 1931 až do poloviny ledna 1932. Její podíl na výzkumu je neoddiskutovatelný, dohromady provedla asi jednu třetinu celkové práce v terénu.
V rámci výzkumu byly vedeny obsáhlé záznamy o každé ze 478 marienthalských rodin obsahující informace o rodinném životě, bytových podmínkách, vedení domácnosti nebo například záznamy rodinných jídelníčků a svačinových balíčků den před výplatou a den po výplatě a i záznamy o dárcích, které dostávaly děti k Vánocům. Také jsou záznamy dopodrobna rozřazeny do několika kategorií, jako například útrata v restauracích, u holiče, řezníka nebo obuvníka. Aby autoři studie získali k lidem v Marienthalu přístup, navázali výzkumníci kontakt s tamějšími politickými a společenskými seskupeními a spolky, ale pořádali rovněž také bezplatné sbírky oblečení, lékařské prohlídky, kurzy textilního návrhářství a gymnastiky a poradenství pro rodiče.
Lazarsfeldova původní myšlenka výzkumu byla inspirována americkými studiemi, které zjišťovaly, jak si dělníci užívají svůj nově získaný volný čas (rakouské odbory vybojovaly zkrácení pracovního dne na pouhých 10 hodin). Když ale tento koncept přednesl Ottovi Bauerovi, tak se setkal se spíše odmítavou reakcí: „Co je to za parodii, zkoumat trávení volného času v zemi, která strádá chronickou desetiprocentní nezaměstnaností.“ „Na místo zkoumání volného času,“ řekl, „by měly být studovány sociální a psychologické důsledky dlouhotrvající nezaměstnanosti. A právě to jsme uskutečnili – v Marienthalu.“

### Přínos výzkumu obyvatelům Marienthalu
Výzkumný tým se zavázal přispět ke zlepšení života komunity a učinil tomu následujícími projekty: Výzkumní pracovníci rozdali několika občanům oblečení, dále jim zajistili kurzy šití, gymnastické kurzy pro dívky a zdarma obyvatelům poskytovali lékařské konzultace.

## Dopady studie
Na příkladu obce Marienthal ukázali rakouští sociologové hluboké psychologicko-sociální dopady dlouhodobé nezaměstnanosti, jež nevedly k aktivní revoltě (jak se tehdy očekávalo), nýbrž k pasivní rezignaci. Masová nezaměstnanost přerušila veškerý společenský život ve vesnici. 
V důsledku ztráty zaměstnání byli najednou lidé konfrontováni s přemírou volného času, který neuměli smysluplně trávit. Čas ztratil na významu a lidé přestali strukturovat svůj den.

## Filmové zpracování
V roce 1988 natočila režisérka Karin Brandauerová částečně dokumentární televizní drama s názvem Einstweilen wird es Mittag oder Die Arbeitslosen von Marienthal vycházející z Marienthalské studie.